# Nordstadtbahn
| Nordstadtbahn an der Haltestelle Lilienthalstraße |                      |                                                    |                                                    |
| Streckenlänge: | 3,1 km               |                                                    |                                                    |
| Spurweite: | 1435 mm (Normalspur) |                                                    |                                                    |
| Stromsystem: | 750 V =              |                                                    |                                                    |
| Streckengeschwindigkeit: | 50 km/h              |                                                    |                                                    |
| |                      |                                                    |                                                    |
| \| \| \| Hardtbahn von Graben-Neudorf (1870–1913) \| \| \| \| heutiges Streckenende (mit Prellbock) \| \| \| \| Abstellgleis \| \| \| \| Wendeschleife Neureut-Heide \| \| \| \| Neureut-Heide \| \| \| \| Heidehof \| \| \| \| Berufsakademie \| \| \| \| Lilienthalstraße \| \| \| \| Synagoge \| \| \| \| Kunstakademie/Hochschule \| \| \| \| Mühlburger Tor (Grashofstraße) \| \| \| \| Stadtbahn/Straßenbahn vom Entenfang zum Marktplatz \| |                      |                                                    |                                                    |
| Strecke (außer Betrieb) |                      | Hardtbahn von Graben-Neudorf (1870–1913)           | Hardtbahn von Graben-Neudorf (1870–1913)           |
| |                      | heutiges Streckenende (mit Prellbock)              |                                                    |
| U-Bahn-Strecke |                      | Abstellgleis                                       | Abstellgleis                                       |
| |                      | Wendeschleife Neureut-Heide                        |                                                    |
| U-Bahn-Haltepunkt / Haltestelle |                      | Neureut-Heide                                      | Neureut-Heide                                      |
| U-Bahn-Haltepunkt / Haltestelle |                      | Heidehof                                           | Heidehof                                           |
| U-Bahn-Haltepunkt / Haltestelle |                      | Berufsakademie                                     | Berufsakademie                                     |
| U-Bahn-Haltepunkt / Haltestelle |                      | Lilienthalstraße                                   | Lilienthalstraße                                   |
| U-Bahn-Haltepunkt / Haltestelle |                      | Synagoge                                           | Synagoge                                           |
| U-Bahn-Haltepunkt / Haltestelle |                      | Kunstakademie/Hochschule                           | Kunstakademie/Hochschule                           |
| U-Bahn-Haltepunkt / Haltestelle |                      | Mühlburger Tor (Grashofstraße)                     | Mühlburger Tor (Grashofstraße)                     |
| U-Bahn-Abzweig quer, nach links und nach rechts |                      | Stadtbahn/Straßenbahn vom Entenfang zum Marktplatz | Stadtbahn/Straßenbahn vom Entenfang zum Marktplatz |

Die Nordstadtbahn (Straßenbahn Nordstadt/Heide) ist eine 2006 in Betrieb gegangene Neubaustrecke der Straßenbahn in Karlsruhe. Sie wird von der Straßenbahnlinie 1 befahren und verbindet das zu Neureut gehörende Stadtviertel Heide und die Nordstadt mit den Haltestellen Mühlburger Tor und Europaplatz, wo Umsteigemöglichkeit zu mehreren Stadt- und Straßenbahnlinien besteht, sowie im weiteren Verlauf mit Durlach.

## Verlauf

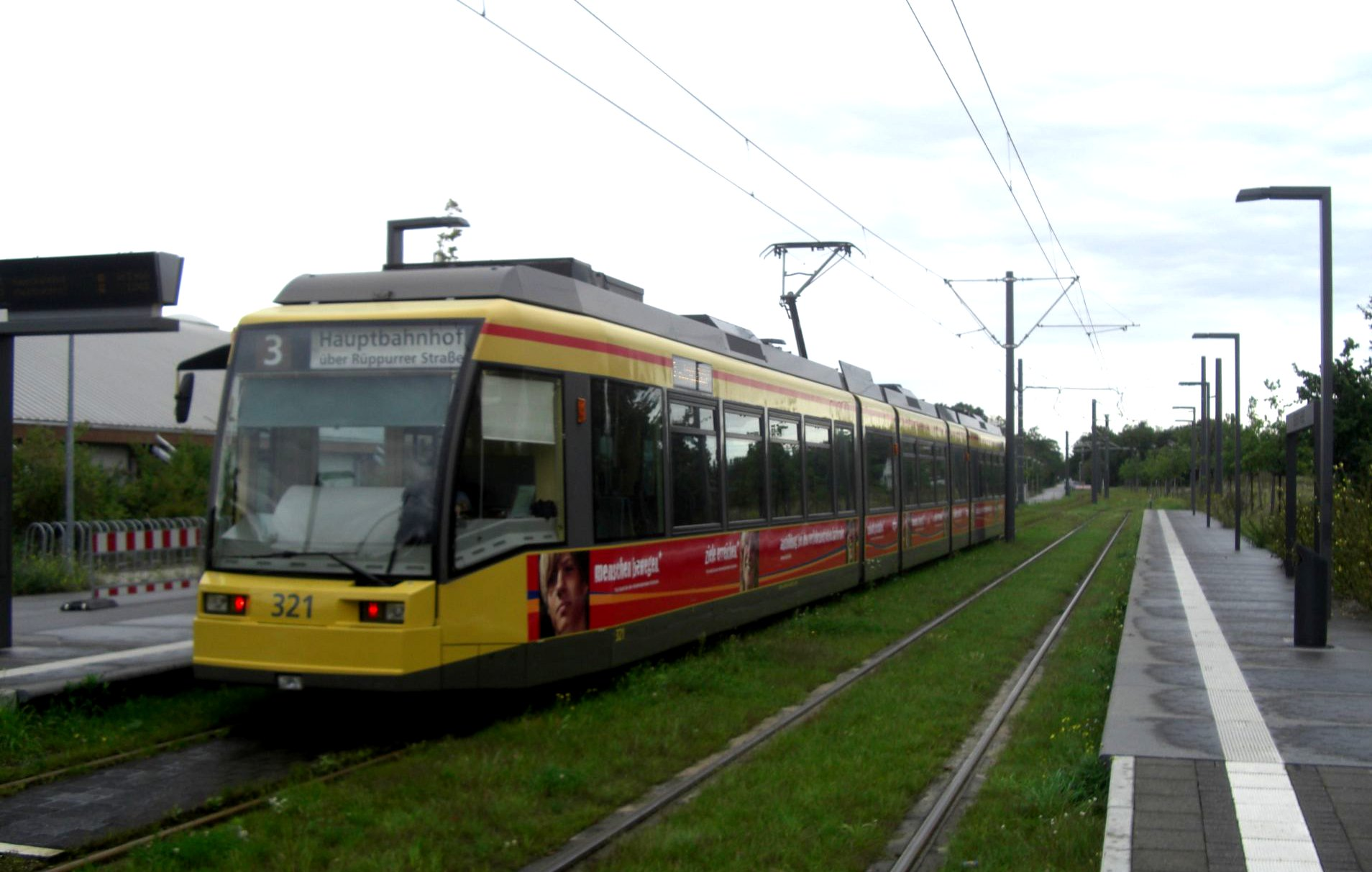
Straßenbahnlinie 3 Richtung Hauptbahnhof auf der Trasse der Nordstadtbahn

Die 3,1 km lange, zweigleisige Straßenbahntrasse zwischen Neureut-Heide und Mühlburger Tor folgt in großen Teilen der von der Hardtbahn (Graben-Neudorf – Eggenstein – Karlsruhe) von 1870 bis 1913 genutzten Trasse entlang der heutigen Erzbergerstraße. Sie beginnt am Mühlburger Tor, einem Knotenpunkt im Karlsruher Straßenbahnnetz, wo Anschluss an mehrere Stadt- und Straßenbahnlinien besteht, und biegt in die Grashofstraße ab. Anschließend schneidet sie die Hildapromenade und verläuft über die Riefstahlstraße und die Erzbergerstraße weiter durch den Weißdornweg bis zur Endhaltestelle Neureut-Heide im Bereich der inzwischen abgerissenen Eislaufhalle in Heide, einem Stadtviertel von Neureut. Dort befindet sich eine Wendeschleife, in deren innerem Zirkel der Parkplatz der Eislaufhalle neu angelegt wurde, sowie ein Abstellgleis, was an einem Prellbock endet, jedoch selten genutzt wird.

## Bauarbeiten
Die Bauarbeiten für die Nordstadtbahn dauerten von Dezember 2005 bis April 2006.
Die rund 570 Bäume auf dem Mittelstreifen der Erzbergerstraße waren während der Planungsphase zur Nordstadtbahn oft ein „Stein des Anstoßes“. Mit einer Trassenführung am westlichen Rand des Grünstreifens und der Verwendung einer speziellen Bauform für die Haltestellen konnte der Eingriff in diesen Baumbestand auf ein Mindestmaß reduziert werden. Erstmals im Straßenbahnnetz der Verkehrsbetriebe Karlsruhe (VBK) kamen aus diesem Grund Fertigteilbahnsteige auf Einzelfundamenten zum Einsatz.
Umstritten war auch lange Zeit die Anbindung der Erzbergerstraße an das Straßenbahnnetz. In einer Studie wurden neun Varianten untersucht: drei kurze Führungen zum Mühlburger Tor über Reinhold-Frank-Straße (Nr. 1), Riefstahlstraße (2), Stabelstraße (9), zwei Varianten, die zunächst nach Westen führen sollten über Moltkestraße (5) bzw. Südende des Alten Flugplatzes (8), die die City nur über einen Umweg erreichen würden, eine Variante, die via nördliche Karlstraße und beiderseits der Münze zum Europaplatz führen sollte (3), und drei Varianten, die weit in den Osten führen und via Zirkel zum Kronenplatz (4) oder das Unigelände zum Durlacher Tor führen sollten (6, 7). Alle dieser Varianten wiesen jedoch teilweise gravierende Nachteile auf. Nachdem ein Haus auf der heutigen Trasse zum Verkauf stand, erwarb die VBK dieses, schlug die heutige Trasse vor, die dann auch unter Abriss dieses Hauses als Kompromiss realisiert wurde.
Die Gestaltung der Haltestellen und der benachbarten Landschaftsplanung sind das Ergebnis eines städtebaulichen Wettbewerbs. Gewonnen wurde dieser Wettbewerb 2001 von dem elsässischen Architekten Alfred Peter aus Straßburg.
Insgesamt befinden sich entlang der Trasse der Nordstadtbahn sechs neue Haltestellen. Die Kosten des gesamten Projektes betrugen rund 28 Millionen Euro.

## Eröffnung
Die offizielle Einweihung der Nordstadtbahn fand am 27. Mai 2006 an der Endhaltestelle Neureut-Heide statt. Am 28. Mai 2006 wurde der reguläre Linienbetrieb aufgenommen.
Der allererste Stadtbahnwagen befuhr zuvor am 14. Mai 2006 um 9:40 Uhr im Rahmen einer Probefahrt die Gleise der Neubaustrecke.

## Betrieb

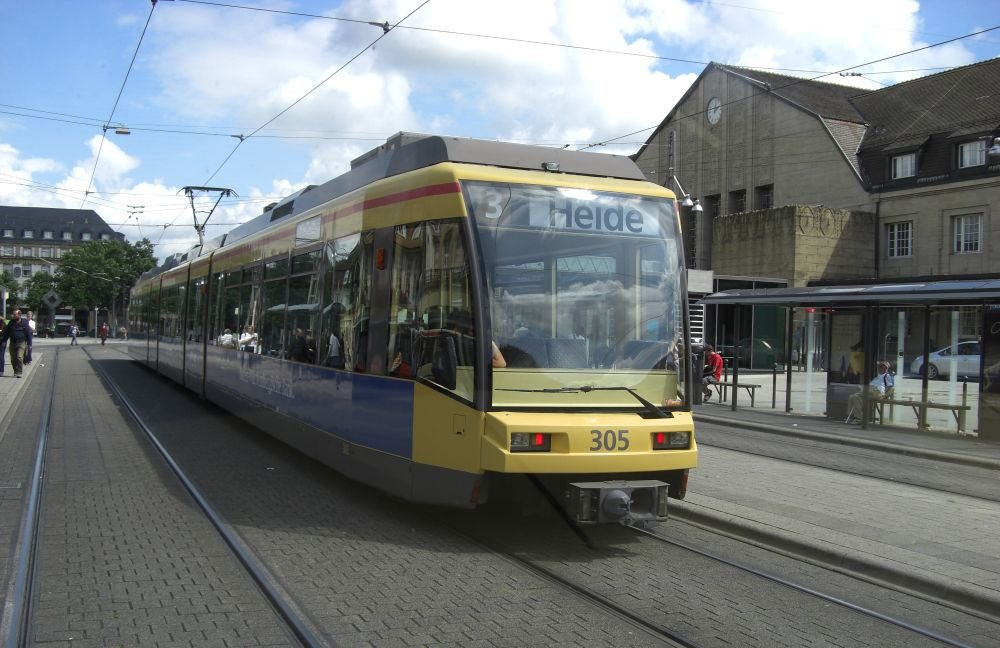
Straßenbahnlinie 3 am Bahnhofsvorplatz des Karlsruher Hauptbahnhofes auf dem Weg nach Neureut-Heide

Die Nordstadtbahn ist als Teil der Linie 1 in das Netz der Straßenbahn Karlsruhe integriert. Die Straßenbahnlinie 1 bedient die Strecke entlang der Nordstadt bis zum zu Neureut gehörenden Stadtviertel Heide Montag bis Freitag im 10-Minuten-Takt. Abends sowie samstags bis etwa 10 Uhr wird ein 20-Minuten-Takt angeboten. Sonn- und feiertags verkehrt die Straßenbahnlinie 3 bis etwa 10 Uhr im Halbstundentakt, anschließend wieder im 20-Minuten-Takt.
Auf der Nordstadtbahn werden – wie auf den meisten innerstädtischen Straßenbahnlinien auch – ausschließlich Niederflur-Fahrzeuge der Typen GT6-70D/N, GT8-70D/N und NET 2012 eingesetzt, die an den 34 cm hohen Niederflurbahnsteigen entlang der Strecke einen barrierefreien Einstieg in die Fahrzeuge bieten.

## Auszeichnungen
Am 6. Dezember 2007 verlieh die Architektenkammer Baden-Württemberg den  Verkehrsbetrieben Karlsruhe (VBK) für die Gestaltung der Nordstadtbahn den alle vier Jahre vergebenen Preis für Beispielhaftes barrierefreies Bauen 2007.

## Zukunft
Eine Verlängerung der Straßenbahnlinie 1 von der Heide bis zum Neureuter Neubaugebiet Kirchfeld über die alte Bahnlinie und die Freihaltetrasse zur Hardtbahn durch den Blankenlocher Weg weiter nach Kirchfeld-Nord wird seit Eröffnung der Nordstadtbahn im Mai 2006 angestrebt und ist im aktuellen Bebauungsplan sowie im Nahverkehrsentwicklungsplan langfristig auch vorgesehen. Durch die Planungen zum Neubaugebiet „Neureut Zentrum 3“ konkretisieren sich mittlerweile die geplanten Streckenverläufe für die Verlängerung ins Neubaugebiet Kirchfeld-Nord.